# ムーラット・ボスポラス
ムーラット・ボスポラス（Murat Bosporus、1979年12月16日 - ）は、ドイツのプロレスラー。ハノーファー出身。 wXwを主戦場とし、日本ではプロレスリング・ノアに参戦している。
トルコ系のドイツ人であることから、コスチュームにトルコの国旗をデザインしていることもある。

## 来歴
2002年、地元ドイツのハノーファー・トーナメントにてプロレスラーデビューを果たす。その後、ドイツの団体であるwXwを主戦場として活動。WSAヨーロピアン王座、wXwタッグ王座、GSWライト級王座などヨーロッパの団体のタイトルを多数戴冠。
ヨーロッパ遠征中の日本の団体であるプロレスリング・ノアの選手とも対戦し、2004年には小川良成、2005年には潮崎豪と対戦し敗北。しかし、これが評価され、2006年7月にはwXwマットに遠征してきた杉浦貴の保持していたGHCジュニアヘビー級王座へ挑戦するが敗戦した。
これらの戦績から同年10月にアーレスなどの欧州で活動するレスラーたちとともにノアへ初参戦すると共に初来日を果たした。来日時にはウェートアップし、ヘビー級レスラーとして参戦した。
2011年には再び来日を果たし、TAJIRIが主宰していたSMASHに参戦している。

## その他
身長の割に体重があり、いわゆるあんこ型の体型であるが、それから想像できないほど身軽で、空中技も使いこなす器用さを持つ。

## 獲得タイトル
WSA
- WSAヨーロピアン王座

GSW
- GSWライト級王座

wXw
- wXwタッグ王座

## 得意技
- コラムンス・オブ・イスラム

フィニッシャー。クローズライン
- フロッグ・スプラッシュ
- MKG

スープレックスを仕掛けた後にフロントチョークを決める連携技。